# Petr Asayonak
Petr Asayonak (27 de fevereiro de 1993, em Rechitsa, Voblast de Homiel) é um halterofilista bielorrusso que representou seu país, Bielorrússia, na categoria até 85 kg masculino do halterofilismo nos Jogos Olímpicos de Verão de 2016 no Rio de Janeiro, Brasil.